# Cam (Gloucestershire)
Cam – wieś w Anglii, w hrabstwie Gloucestershire, w dystrykcie Stroud. Leży 21 km na południowy zachód od miasta Gloucester i 157 km na zachód od Londynu.